# Alföldi kisvasút
Az Alföldi kisvasút (régebbi nevén Alföldi Első Gazdasági Vasút, AEGV) egy kisvasúti hálózat volt Békés megyében. 1894 és 1971 között üzemelt, legnagyobb kiterjedését 1956-ra érte el, amikor 152 kilométernyi vágányhálózattal rendelkezett. Több más kisvasúti és nagyvasúti vonal csatlakozott hozzá. A hálózat központja Békéscsaba volt.

## Története

### Az Alföldi Első Gazdasági Vasút
A vasút első szakaszát Alföldi Első Gazdasági Vasút (AEGV) néven az Aradi és Csanádi Egyesült Vasutak leányvállalataként építették 1894-ben a mai Mezőkovácsháza és Kupapuszta között. A forgalom ekkor két gőzmozdonnyal indult meg a vonalon. A megépült vasútvonal 1900-ig csak a környező földbirtokosok terményeit fuvarozta. A Kovácsháza–Csaba-vasútvonal már közforgalmú vasútvonalként épült 1899-ben. Ezzel a kialakulóban lévő hálózat elérte későbbi központját, Békéscsabát. Ennek a vonalnak az építését már a megye és a városi szervek is támogatták pénzügyileg. A hálózat kiépülése a Csaba–Békés-vonallal folytatódott, aminek átadására 1903-ban került sor. Az új pálya üzemelését (hazánkban először) teljesen motoros üzeműre tervezték. A forgalmat benzin–villamos és gőzmotoros motorkocsik, illetve mozdonyok bonyolították le. A gerincvonal építésének utolsó szakaszaként 1904-re megtörtént a Békés–Vésztő szakasz átadása is.
A vasúthoz számos uradalmi vasút csatlakozott. 1905-ben fejeződött be a Tótkomlós és Géza megálló közötti szárnyvonal építése, majd hosszú tervezés után 1925-ben a Géza megálló–Orosháza vonal kiépülésével a vasút elérte Orosházát. Egy évvel később, 1926-ban megépült Orosházáról a hálózatba Gyopárosfürdőt bekötő vonal is. Ezzel kialakult az AEGV teljes hálózata, a két világháború között ezután már csak a meglévő hálózatot fejlesztették.
Az AEGV önálló vállalattá vált, független lett korábbi anyavállalatának jogutódjától, a Szeged-Csanádi Vasúttól. A második világháborús hadműveletek és bombázások során a vasúti pályában és járművekben is komoly károk keletkeztek, azonban a forgalmat 1945. november 23-áig fenn tudták tartani. A vállalat ekkorra csődbe ment, sem a dolgozók bérét, sem a mozdonyokhoz szükséges szenet nem tudták megvásárolni. A kisvasút leállt.

### A MÁV Alföldi kisvasút

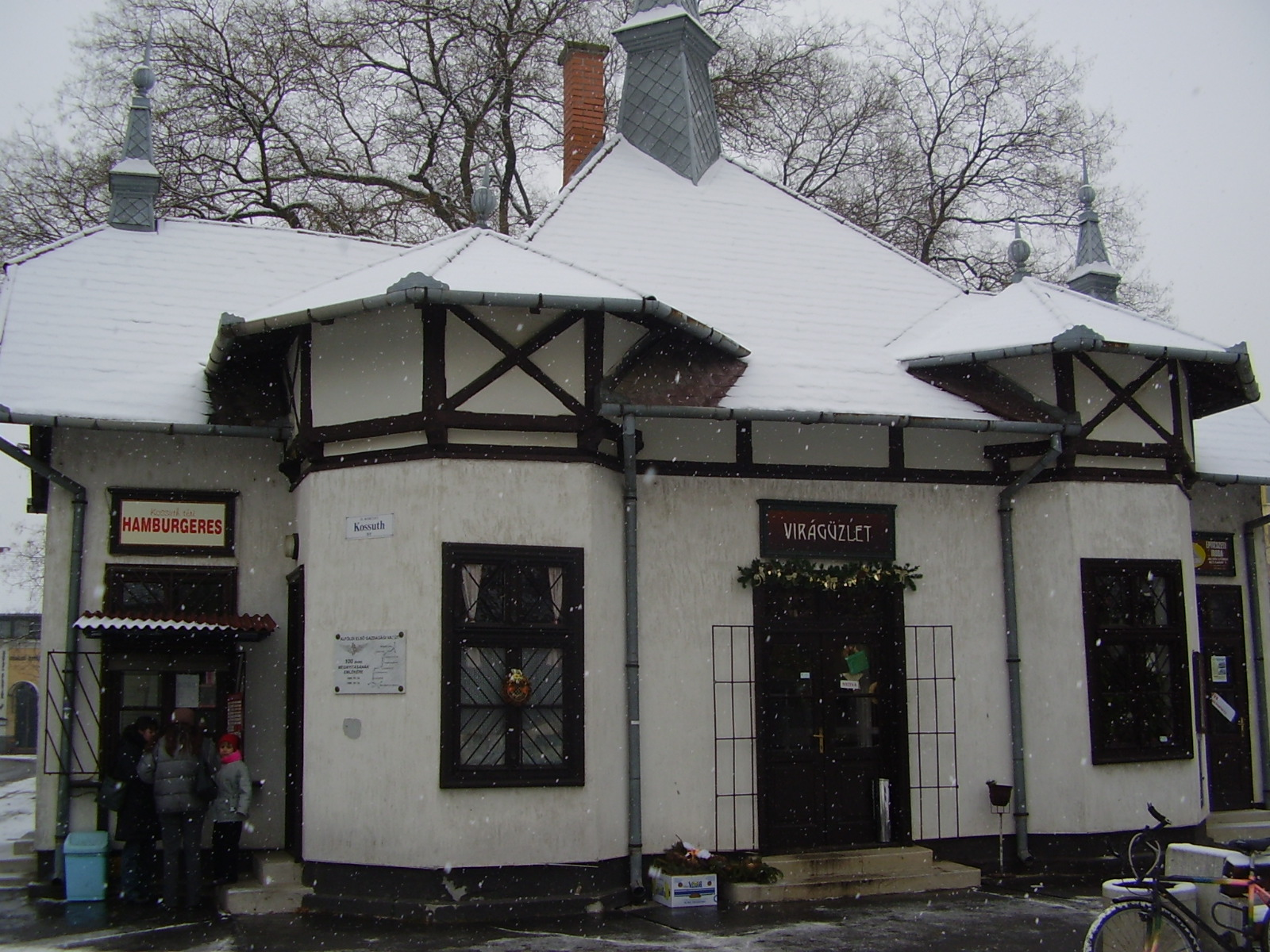
A kisvasút volt állomásépülete Békéscsabán, a Kossuth téren

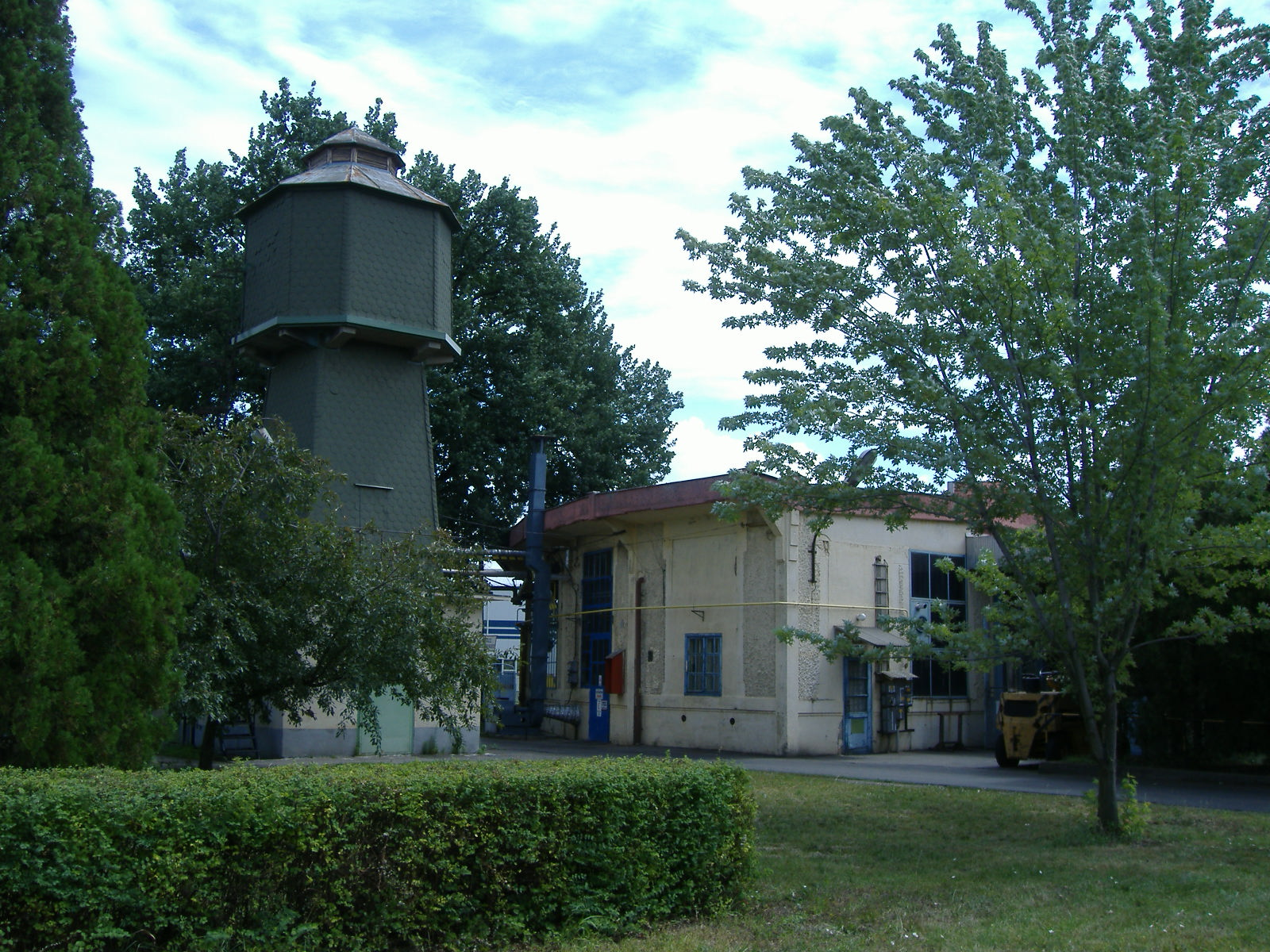
A vasút víztornya az 1916-ban épült körfűtőház mellett az Északi Járműjavító területén, Békéscsabán

A leállt vasútüzemet 1945. december 1-jén a MÁV vette át. Ezzel megszületett a MÁV Alföldi kisvasút.
Az államosítás után a kezdeti időszakban jelentős fejlesztések történtek. 1948-ban megnyílt a forgalomnak a Tótkomlós–Békéssámson vonalszakasz, majd 1949-ben a Ludad és Vizesfás közötti szakaszt tették közforgalmúvá. Végül megépült a Gyopárosfürdőt Rákócziteleppel összekötő vonal és a pusztaföldvári szárnyvonal is.
A forgalmat eleinte a második világháborúban zsákmányolt gőzmozdonyokkal bonyolították le, majd 1949-től jugoszláv exportból visszamaradt mozdonyok kerültek a vasútra. Később, a '60-as évek elejére már Mk48-as sorozatú dízelmozdonyok, korszerű légfékes személy- és teherkocsik közlekedtek a vasútvonalon. A gőzvontatás 1964-ben szűnt meg.

### A megszüntetés
Az 1960-as években kezdődött el Magyarországon a vasutak térvesztése, amely kezdetben néhány gazdasági vasút és határközeli nagyvasút elbontásával járt, később azonban lendületet kapott az 1968-as közlekedéspolitikai koncepció megszületésével, mely a forgalom mindinkább közútra terelését tűzte ki célul. Az Alföldi kisvasút nem tudta elkerülni a megszüntetést. A kisvasúti léptékben hatalmas hálózatot 1960 és 1971 között szüntették meg és bontották el, a következő években pedig a kisvasúthoz kapcsolódó gazdasági vasutak is az enyészeté lettek. Az első megszűnt szakasz a Békéscsaba–Vésztő vonal volt. 1960 október elsején a Békéscsaba belvárosán is átvezető Békéscsaba AK–Békés szakaszon szűnt meg a forgalom, majd 1962 január elsején a vésztői vonal maradékát is felhagyták. Békés és Vésztő között a pályát 1963-ban szedték fel. A vonallal együtt elbontották a Ludad–Vizesfás szárnyvonal egy részét is (a Tarhos és Vizesfás közötti szakasz a Sarkadi GV kezelésében egyelőre megmaradt). A vasúthálózat lebontása tovább folytatódott, 1967-ben megszűnt az Orosházát Rákócziteleppel összekötő szárnyvonal, majd a Pusztaföldvári elágazás–Orosháza közötti vonalrész is. 1969-ben az Orosházi vonal maradékát és a hozzá kapcsolódó Pusztaföldvári szárnyvonalat is megszüntették, majd felbontották. A Békéscsaba–Békéssámson közötti vonalon 1971-ig maradt meg a forgalom, de augusztus 31-én a teher-, majd október 30-án a személyforgalmat is megszüntették. A vonalat decemberben és januárban az előírt egyéves türelmi idő be nem tartásával kezdték elbontani. A kisvasút békéscsabai állomásának helyén üzemel 1989 óta a város autóbusz-pályaudvara.

## Járművek

### Vontató járművek

#### Gőzmozdonyok
Az elsőként épült Kovácsháza–Kupapuszta vonalon 1894-ben gőzmozdonyokkal indult meg a forgalom. Először ugyan a bécsújhelyi Sigl gyártól kért és kapott a cég ajánlatot, de ehelyett végül a brennbergi szénbánya vasútjánál átépítés miatt feleslegessé vált két gőzmozdonyt szerezték be és állították forgalomba. Ezek két illetve három kapcsolt kerekű Krauss gyártmányú mozdonyok voltak 7,5, illetve 9,5 tonna tömeggel.